# Estação Parnamirim
A Estação Parnamirim é uma estação ferroviária integrante da Linha Sul do Sistema de Trens Urbanos de Natal, administrada pela Companhia Brasileira de Trens Urbanos (CBTU).
Está localizada na rua Doutor Luís Antônio, bairro Centro, no município de Parnamirim, Estado do Rio Grande do Norte, Brasil. Situa-se entre as estações Jardim Aeroporto e Boa Esperança.

## Histórico
No ano de 1881, a região onde mais tarde seria construída a estação Parnamirim foi cortada pelos trilhos da linha férrea entre os munícios de Natal e Nova Cruz, seguindo de perto o traçado do velho caminho para a Paraíba e o Recife.
Durante a Segunda Guerra Mundial, com a instalação da Base Aérea na região, a futura cidade de Parnamirim começou a se desenvolver. Deste modo, para atender o núcleo populacional em crescimento, foi inaugurada em 15 de setembro de 1943 a estação Parnamirim.
A construção da primeira estrutura da estação antecede a própria emancipação do munício de Parnamirim, emancipado apenas em 1958.
Entre os anos de 1973 e 1987 a estação chamou-se Eduardo Gomes, retomando ao nome original após este período .
Em julho de 1984 tem início as obras de construção da Linha Sul do Sistema de Trens Urbanos de Natal, entre as estações Natal e Parnamirim, aproveitando o traçado da antiga ferrovia existe. A estrutura original da estação foi demolida, para dar lugar a uma nova estrutura com plataforma mais comprida, parcialmente coberta, e bilheteria. A operação da nova linha teve início cerca de dois anos depois, em 1986.
No final da década de 2010, a segunda estrutura da estação também foi demolida, com o objetivo de dar lugar a uma nova e moderna estrutura. Assim, no dia 24 de junho de 2020, a nova estação Parnamirim foi inaugurada em solenidade com a presença de autoridades. A nova estrutura ferroviária foi construída adotando um novo padrão para as estações do sistema potiguar, sendo constituída de uma estrutura fechada, dentro dos padrões internacionais de acessibilidade, dispondo de portas automáticas, desembarque à nível, bicicletário e passeio para pedestres.
A estação funcionou como estação terminal da Linha Sul até fevereiro de 2022, quando foi inaugurada a estação Boa Esperança.